# Parque nacional de Khlong Phanom
El Parque nacional de Khlong Phanom (en tailandés, คลองพนม) es un área protegida del sur de Tailandia, en el sudoeste de la provincia de Surat Thani, dentro del distrito de Phanom. El parque está  pegado al parque nacional de Khao Sok al norte, separado por la autopista 401. Hacia el sudoeste continúa con el santuario de animales de Tonpariwat.
Protege 410,40 kilómetros cuadrados de bosques dentro de la cordillera de Phuket. Fue declarado parque nacional el 17 de noviembre de 2000. 
La mayor parte del parque es terreno montañoso, ocupando la llanura sólo un 20% de la superficie. El pico más alto, en el corazón del parque, alcanza 870 m s. n. m.